# Deutschland Cup 2004
15. ročník hokejového turnaje Deutschland Cup se konal od 9. do 14. listopadu 2004 v Hannoveru. Vyhrála jej hokejová reprezentace USA.

## Výsledky
| 9. listopadu 2004 20:15 | Švýcarsko | 2:3 SN (0:2, 0:0, 2:0, 0:0) | Kanada | Bodensee-Arena, Kreuzlingen Návštěvnost: 3 750 |  |

| Zpráva (francouzsky)                     |                                          |  |                                                                       |
| 49:09 Adrian Wichser 51:53 Valentin Wirz | 49:09 Adrian Wichser 51:53 Valentin Wirz |  | 9:47 Andy Delmore 16:42 Jame Pollock rozhodující nájezd Dale McTavish |

| 10. listopadu 2004 | Německo | 1:5 (1:2, 0:1, 0:2) | USA | Color Line Arena, Hamburk |  |

| 11. listopadu 2004 16:00 | Švýcarsko | 4:2 (2:1, 1:1, 1:0) | Slovensko | TUI Arena, Hannover Návštěvnost: 834 |  |

| Zpráva (francouzsky)                                                        |                                                                             |  |                                           |
| 3:50 Sandy Jeannin 5:44 Julien Vauclair 25:27 Mark Streit 53:58 Romano Lemm | 3:50 Sandy Jeannin 5:44 Julien Vauclair 25:27 Mark Streit 53:58 Romano Lemm |  | 2:51 Ľuboš Bartečko 37:08 Roman Kukumberg |

| 11. listopadu 2004 20:00 | USA | 3:5 (1:4, 2:1, 0:0) | Kanada | TUI Arena, Hannover Návštěvnost: 1 481 |  |

| Zpráva (francouzsky)                                  |                                                       |  |                                                                                                   |
| 13:33 Eric Healey 34:53 Yan Stastny 39:52 Brett Hauer | 13:33 Eric Healey 34:53 Yan Stastny 39:52 Brett Hauer |  | 8:30 Pascal Trépanier 12:25 Brad Trapper 16:04 Scott King 19:39 Scott King 29:13 Randy Robitaille |

| 12. listopadu 2004 15:45 | Slovensko | 5:3 (1:0, 1:0, 3:3) | Kanada | TUI Arena, Hannover Návštěvnost: 1 651 |  |

| Zpráva (francouzsky)                                                                                  | |  |                                                            |
| 14:14 Martin Bartek 22:11 Martin Bartek 40:37 Martin Bartek 53:53 Martin Bartek 59:29 Roman Kukumberg | 14:14 Martin Bartek 22:11 Martin Bartek 40:37 Martin Bartek 53:53 Martin Bartek 59:29 Roman Kukumberg |  | 43:03 Pascal Trépanier 45:22 Steve Kelly 56:04 René Corbet |

| 12. listopadu 2004 | Německo | 1:2 SN (1:0, 0:1, 0:0, 0:0) | Švýcarsko | TUI Arena, Hannover |  |

| 13. listopadu 2004 | Slovensko | 6:2 (1:1, 0:0, 5:1) | Německo | TUI Arena, Hannover |  |

| 13. listopadu 2004 18:00 | USA | 4:2 (2:1, 1:1, 1:0) | Švýcarsko | TUI Arena, Hannover Návštěvnost: 1 446 |  |

| Zpráva (francouzsky)                                                      |                                                                           |  |                                     |
| 5:25 Brett Hauer 22:38 Tim Connolly 52:29 David Tanabe 58:27 Brian Gionta | 5:25 Brett Hauer 22:38 Tim Connolly 52:29 David Tanabe 58:27 Brian Gionta |  | 29:16 Mark Streit 42:16 Romano Lemm |

| 14. listopadu 2004 | Německo | 2:5 (0:3, 2:2, 0:0) | Kanada | TUI Arena, Hannover |  |

| 14. listopadu 2004 | USA | 4:0 (1:0, 2:0, 1:0) | Slovensko | TUI Arena, Hannover Návštěvnost: 2 399 |  |

| Zpráva (francouzsky)                                                  |
| 11:33 Ryan Malone 36:59 Mark Eaton 38:36 Richard Park 42:57 Mike York |

## Konečná tabulka
| Poř. | Tým       | Z | V | VP | PP | P | Skóre | B |
| ---- | --------- | - | - | -- | -- | - | ----- | - |
| 1.   | USA       | 4 | 3 | 0  | 0  | 1 | 16:8  | 9 |
| 2.   | Kanada    | 4 | 2 | 1  | 0  | 1 | 16:12 | 8 |
| 3.   | Slovensko | 4 | 2 | 0  | 0  | 2 | 13:13 | 6 |
| 4.   | Švýcarsko | 4 | 1 | 1  | 1  | 1 | 10:10 | 6 |
| 5.   | Německo   | 4 | 0 | 0  | 1  | 3 | 6:18  | 1 |

## Soupisky týmů
1.  USA 

Brankáři: Richard DiPietro, Ty Conklin.

Obránci: Tom Preissing, Paul Martin, Peter Ratchuk, Brett Hauer, Paul Mara, Andy Roach, David Tanabe, Mark Eaton, Mike Pudlick.

Útočníci: Eric Healey, Mike York, Brian Gionta, Tim Connolly, David Legwand, Yan Stastny, Ted Drury, Jeff Halpern, Ryan Malone, Casey Hankinson, Jason Blake, Richard Park.
2.  Kanada 

Brankáři: Corey Hirsch, Jimmy Waite.

Obránci: Shane Peacock, Jamie Heward, Derrick Walser, Micki DuPont, Jame Pollock, Andy Delmore, Daniel Laperrére, Pascal Trépanier, Shawn Heins.

Útočníci: Dale McTavish, Stacy Roest, Yves Sarault, Randy Robitaille, Jesse Bélanger, Eric Landry, Ryan Gardner, Domenic Pittis, Eric Lecompte, Rob Zamunder, Scott King, Jeff Shantz, François Méthot, François Fortier, René Corbet, Brad Tapper, Matt Davidson, Jason Podollan, Randy Robitaille, Chris Herperger, Jeremy Adduono, Steve Kelly.
3.  Slovensko 

Brankáři: Rastislav Staňa, Karol Križan.

Obránci: Martin Štrbák, Tomáš Harant, Dominik Graňák, Jaroslav Obšut, Branislav Mezei, Peter Smrek, Tomáš Starosta, Richard Stehlík.

Útočníci: Ľuboš Bartečko, Roman Kukumberg, Martin Bartek, Marcel Hossa, Martin Cibák, Miroslav Zálešák, Martin Hujsa, Ivan Čiernik, Martin Kuľha, Peter Fabuš, Juraj Faith, Juraj Štefanka, Michal Hudec.
4.  Švýcarsko 

Brankáři: Martin Gerber, David Aebischer.

Obránci: Mark Streit, Olivier Keller, Julien Vauclair, Goran Bezina, Martin Steinegger, Cyrill Geyer, Timo Helbling, Reto Kobach.

Útočníci: Ivo Rüthemann, Thomas Ziegler, Thierry Paterlini, Andres Ambühl, Andreas Camenzind, Marc Reichert, Flavien Conne, Martin Plüss, Patric Della Rossa, Patrick Fischer, Sandy Jeannin, Adrian Wichser, Romano Lemm, Valentin Wirz.
5.  Německo 

Brankáři: Robert Müller, Oliver Jonas, Dimitrij Kotschnew.

Obránci: Robert Leask, Sascha Goc, Martin Walter, Stefan Schauer, Patrick Köppchen, Felix Petermann, Alexander Sulzer, Shayne Wright, Lasse Kopitz, Stephan Retzer.

Útočníci: Sven Felski, Benjamin Barz, Jochen Hecht, Marco Sturm, Stefan Ustorf, Daniel Kreutzer, Alexander Barta, Tomáš Martinec, Eduard Lewandowski, Thomas Greilinger, David Sulkovsky, Christoph Ullmann, Klaus Kathan, Sebastian Furchner, Michael Hackert, Petr Fical, Jan Benda.